# Javanski tiger
Javanski tiger (znanstveno ime Panthera tigris sondaica) je izumrla podvrsta tigra, ki je do začetka osemdesetih let 20. stoletja poseljevala indonezijski otok Java.

## Opis
Javanski tiger je bil, v primerjavi z ostalimi podvrstami tigrov, relativno majhen. Večji je bil le od balijskega tigra. Odrasli samci so tehtali med 100 in 140 kg, v dolžino pa je povprečen primerek zrasel med 200 in 245 cm. Samice so bile manjše, tehtale so v povprečju med 75 in 115 kg.
Vrsta je imela dolg in ozek gobec, kožuh pa je imel dolge in ozke pokončne temne proge, ki jih je bilo nekoliko več kot pri sumatrskem tigru.
Manjša velikost te podvrste tigra se pripisuje Bergmannovemu pravilu in velikosti običajnega plena te živali. Kljub manjši telesni zgradbi je imela ta podvrsta širše šape od bengalskega tigra, razširjenega v Bangladešu, Indiji in Nepalu.

## Življenjski prostor
Ob koncu 18. stoletja je ta podvrsta poseljevala večino Jave. Okoli leta 1850 se je začelo preganjanje teh živali, ki so začele ogrožati kmečko prebivalstvo. Do leta 1940 so tigre pregnali v višje ležeče gozdove na otoku, kjer so jih ljudje še naprej preganjali. Do leta 1970 so edini znani primerki živeli le še v gozdovih na gori Betiri, ki je s 1192 najvišja gora na jugovzhodnem delu Jave. To območje je bilo zaradi slabe dostopnosti in strmega terena še edino večje neposeljeno področje otoka. Leta 1972 so 500 kvadratnih kilometrov tega gozda razglasili za živalski rezervat. Tam so zadnje tigre uradno opazili leta 1976
Javanski tiger je lovil pretežno divje prašiče, jelene Rusa ter bantenge. Redkeje je plenil tudi razne vodne ptice in plazilce. Podatkov o življenjski dobi, paritvi in o obnašanju te zveri ni, saj je bilo do začetka druge svetovne vojne v živalskih vrtovih Indonezije le po nekaj primerkov, vrtovi pa so se ob izbruhu vojne zaprli in razpustili. Po vojni je bila populacija javanskega tigra že tako majhna, da so namesto javanskega tigra v živalske vrtove vozili bolj pogostega sumatrskega tigra.

## Iztrebitev
Na Javi je v začetku 20. stoletja živelo 28 milijonov ljudi, kar je predstavljalo velike težave pri zagotavljanju zadostne pridelave riža. Za potrebe teh ljudi so tako na Javi v petnajstih letih za 150% povečali pridelovalne površine, zaradi česar so krčili velike gozdove na otoku. Leta 1938 je gozd pokrival 23% otoka, leta 1975 pa le še 8%. Prebivalstvo je v tem času naraslo na 85 milijonov.
Iztrebitev javanskega tigra je bila posledica več dejavnikov:
- Tigri in njihov plen so bili na več mestih zastrupljeni;
- Gozdovi so bili izkrčeni, na njihovih mestih pa so nastale plantaže tikovcev, kave, gumijevcev in ostalih gospodarskih vrst ter tako neprimerne za naravno favno;
- jeleni Rusa, osnovni plen javanskega tigra, so bili v šestdesetih letih 20. stoletja zdesetkani zaradi bolezni;
- med državljanskimi nemiri v letu 1965 so oborožene skupine ljudi vdirale v rezervat in tam pobijale tigre[1]

### Zadnji poskusi ohranitve
Do sredine šestdesetih let je javanski tiger preživel na treh zavarovanih območjih, ki so jih ustanovili med letoma 1920 in 1930: v Nacionalnem parku Ujung Kulon, Leuwen Sancangu ter Nacionalnem parku Baluran. Po obdobju državnih nemirov tigrov tam niso več opazili. Leta 1971 so na plantaži v bližini gore Betiri ustrelili starejšo samico, od takrat pa tam niso opazili nobenega mladiča več. Območje so spremenili v naravni rezervat leta 1972, v njem pa so vzpostavili celo oboroženo varnostno službo. Hkrati so zagnali tudi štiri naravovarstvene projekte. Kasneje so v rečne doline rezervata, ki so bile najbolj primerno območje za tigre umestili dve veliki plantaži, kar je še dodatno otežilo preživetje te velike zveri. Leta 1976 so na vzhodnem delu rezervata opazili sledi treh do petih tigrov. V bližini plantaž je preživelo le nekaj primerkov bantenga, jelenov Ruso pa tam niso več opazili.
Po letu 1979 uradno niso več opazili nobenega javanskega tigra na območju Meru Betiri. Leta 1980 sta Seidensticker in Suyono predlagala razširitev rezervata in ukinitev plantaž ter prepoved posega v območje, kar so indonezijske oblasti začele izvajati leta 1982, ko so območje razglasile za nacionalni park. Ukrepi pa so bili žal prepozni za ohranitev javanskega tigra.
Leta 1987 je skupina 30 študentov indonezijske kmetijske univerze v Bogorju(Inštituta Pertanian Bogor) opravila ekspedicijo na območje nacionalnega parka Meru Betiri. V skupinah po pet so preiskali celotno območje in na njem odkrili sledi tigrov.
Na zahodu Jave se razprostira rezervat Halimun, ki je danes del nacionalnega parka na gori Halimun Salak. Leta 1984 so tam ubili enega zadnjih primerkov javanskega tigra, leta 1989 pa so tam odkrili še sledi, ki bi lahko pripadale tej mački. Leta 1990 je na tja odšla ekspedicija šestih biologov, ki pa niso uspeli potrditi obstoja javanskega tigra na tem območju.
Leta 1992 so izvedli novo raziskavo v nacionalnem parku Meru Betiri, ki jo je podprla tudi indonezijska vlada. V akciji so prvič uporabili tudi foto pasti, ki so jih postavili na 19 mestih. Akcija se je končala brez posnetkov javanskega tigra. V raziskavi prav tako niso našli sledi, ki bi jih lahko pripisali velikim mačkam. Po zaključku akcije so razglasili javanskega tigra za izumrlo vrsto.
Govorice in indici o možni prisotnosti tigrov v nacionalnem parku Meru Betiri so naknadno na pobudo glavnega paznika v parku sprožili še eno akcijo. Ob pomoči projekta Sumatrski tiger so leta 1999 za iskanje tigrov s kamerami usposobili dvanajst paznikov. Kanadska fundacija The Tiger Foundation je za akcijo priskrbela infrardeče kamere. Po enem letu niso uspeli dobiti nobenega posnetka tigrov, posneli so le nekaj jelenov in veliko divjih lovcev.

## Trditve o kasnejših srečanjih
Občasno se še pojavijo poročila zanesenjakov, ki verjamejo, da javanski tiger še ni povsem iztrebljen, vendar pa gre v teh primerih najverjetneje le za lepoarde, ki so jih opazili od daleč.
Novembra 2008 so v nacionalnem parku na gori Merbabu v osrednji Javi našli neidentificirano žensko truplo gorske kolesarke, ki naj bi bila žrtev napada tigra. Vaščani, ki so truplo odkrili so poročali tudi o tigrih, ki naj bi jih opazili v bližini.
Naslednje srečanje s tigrom naj bi se zgodilo na vzhodu Jave januarja 2009, ko naj bi nekaj vaščanov vasi v bližini gore Lawu opazilo tigrico z mladiči. Srečanje je takrat sprožilo paniko, lokalne oblasti so v bližnji okolici našle sveže sledi, živali pa niso opazili.
Po izbruhu ognjenika Merapi v oktobru 2010 sta dva vaščana opazila sledi velike mačke v bližini vasi, kar je sprožilo novo paniko o leopardu ali tigru, ki naj bi tam iskala hrano. Osebje bližnjega nacionalnega parka je bilo mnenja, da sledi niso tigrove.